# 普查拉帕利·孙达拉雅

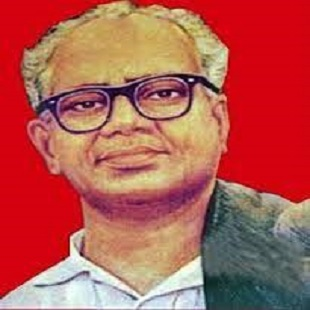
普查拉帕利·孙达拉雅

普查拉帕利·孙达拉雅（1913年5月1日—1985年5月19日），原名孙达拉拉米·雷迪，通称PS同志，是一位印度共产主义领袖。他出生在英属印度马德拉斯省内洛尔一个封建主家庭，6岁时丧父。1930年，17岁的他离开大学，加入圣雄甘地领导的不合作运动。被捕后，他被关在拉贾赫穆恩德尔伊的一所少年感化院，在那里他结识了各种共产党员和当地的贱民领袖。获释后，他组织农村的农业工人抗议债务劳动。他的导师是阿米尔·海德尔·汗，后者鼓励他加入印度共产党。1948年—1952年，他参与领导发生在原海得拉巴土邦的特伦甘纳农民起义。1964年，他参与创建印度共产党（马克思主义），担任该党首任总书记直至1976年。他专注于扶助贫困者，以至于他和妻子莱拉选择不生育，以便更好地投入社会服务。